# Rumänit
Rumänit ist die Bezeichnung für ein fossiles Harz überwiegend oligozänen Alters aus den Südkarpaten in Rumänien.

## Wissenschaftliche Erforschung
Erste Hinweise auf rumänischen Bernstein in wissenschaftlicher Literatur der Neuzeit stammen aus der ersten Hälfte des 19. Jahrhunderts. Die Informationen aus dieser Zeit sind oftmals recht ungenau und widersprechen sich teilweise. Ende des 19. Jahrhunderts untersuchte Otto Helm als Erster Bernsteinfunde aus Rumänien wissenschaftlich und stellte dabei physikalische und chemische Unterschiede zum Baltischen Bernstein (Succinit) fest. Die von Helm gefundenen Unterschiede, die später durch zahlreiche weitere Untersuchungen bestätigt wurden, bestehen in dem etwas geringen Gehalt an Bernsteinsäure des Rumänits und seinem höheren Schwefel- und Kohlenstoffgehalt. Ferner ist Rumänit zumeist von zahlreichen Sprüngen und Rissen durchsetzt und dunkler gefärbt als Baltischer Bernstein. Helm nannte das ihm vorliegende Material nach dem Herkunftsland Rumänit.

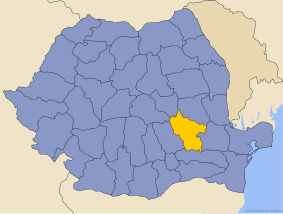
Lage des Kreises Buzău, dem Hauptfundgebiet des Rumänits

Schon zu Helms Zeiten waren diverse Fundorte fossiler Harze aus Rumänien bekannt. Aus Unterschieden zwischen den untersuchten Stücken haben sich im Laufe der folgenden Jahrzehnte Bezeichnungen gebildet wie Almaschit (aus Piatra Neamț), Moldovit  Telegdit (aus Săsciori, Kreis Alba) und Muntenit (aus eozäner Lagerstätte von Olanestidie), die zumeist mit lokal eng begrenzten Vorkommen in Verbindung zu bringen sind und sich in der Literatur nur vereinzelt durchgesetzt haben. Bereits 1875 wurde eine Bernsteinvarietät aus Rumänien von J. Freiherr von Schröckinger nach dem österreichischen Geologen Albrecht Schrauf als Schraufit bezeichnet (verschiedene Fundorte, u. a. Vama, Bezirk Suceava). Etwa zur gleichen Zeit in der Flyschzone des Wienerwaldes gefundene fossile Harze, die denen aus der Bukowina chemisch ähneln, sind ebenfalls als Schraufit in die Literatur eingegangen.
Heute sind weit mehr als 300 Fundorte von fossilen Harzen in Rumänien bekannt. Darunter befinden sich auch Formationen in der Kreide und dem Eozän. Mit dem unterschiedlichen Alter des in Rumänien gefundenen Bernsteins gehen auch unterschiedliche Bildungsbedingungen der fossilen Harze einher, die sich in Abweichungen seiner chemischen und physikalischen Eigenschaften ausdrücken. Die von Helm verwendete Bezeichnung Rumänit, die sich naturgemäß auf den Bernsteintypus bezog, von dem ihm Proben vorlagen (über deren Fundort nur ungenaue Angaben vorliegen), ist also nicht eindeutig, da sie sowohl den Typus kennzeichnen kann, der von Helm identifiziert wurde, als auch Bernsteinvorkommen in Rumänien ganz allgemein. Aus diesem Grunde wird Rumänit als Bezeichnung für fossile Harze aus Rumänien in der Fachliteratur in jüngerer Zeit eher zurückhaltend verwendet. Überdies sehen einige Autoren Rumänit als diagenetisch veränderten Succinit an.
Die weitaus meisten Funde in unseren Tagen stammen aus oligozänen Schichten im Flysch der Ostkarpaten, hauptsächlich im Gebiet von Buzău, mit einem Schwerpunkt in der Umgebung der Gemeinde Colti. Im unteren Abschnitt dieser Formation, dem Kliwa-Sandstein, befindet sich eine bis zu etwa 1,5 m mächtige Schichtfolge aus grauem, sandigem Mergel mit dünnen Lagen Kohleschiefer und Lignit, in dem der Rumänit gefunden wird. Umgelagerter Bernstein auf jüngerer Lagerstätte wird nach starken Regenfällen an einigen Orten ausgewaschen und von Einheimischen gesammelt.

## Systematische Förderung

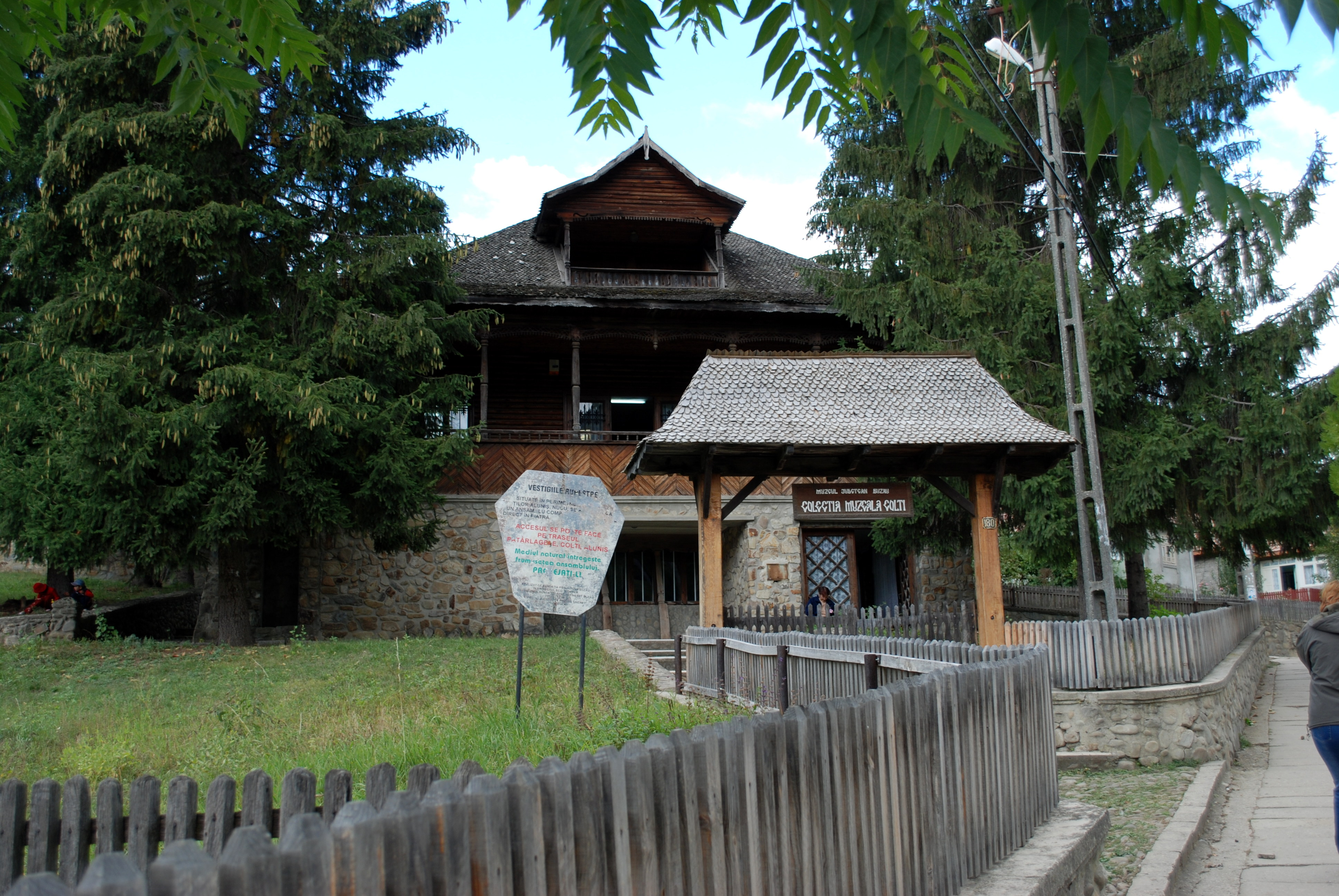
Bernsteinmuseum von Colti

Ein systematischer Abbau des rumänischen Bernsteins erfolgte bereits im 1. und 2. Jh. v. Chr., als Dakien eine römische Provinz war. Archäologische Befunde legen nahe, dass Bernstein aus den Karpaten Rumäniens aber schon im Spätneolithikum bekannt war und zu Schmuck verarbeitet wurde. Im Schrifttum wird Bernstein aus Rumänien seit dem 16. Jh. immer wieder erwähnt, so dass ein mehr oder minder systematischer Abbau schon vor dem 19. Jahrhundert wahrscheinlich erscheint.
Die ersten historisch gut belegten Versuche einer bergmännischen Gewinnung im Flysch der Südkarpaten im Kreis Buzău gehen auf die Zeit von 1828 bis 1834 zurück. In der Zeit von 1895 bis 1936 schwankte die Ausbeute zwischen 5 kg und 400 kg jährlich, wobei sich diese Fördermengen nur auf Colti und Umgebung beziehen und auch die Quellen hierzu sehr unterschiedliche Angaben machen (nach anderen Quellen 500 kg jährlich). Insgesamt wurde in dieser Zeit etwas mehr als eine Tonne gefördert. Darunter sollen sich Stücke mit einem Gewicht von mehreren Kilogramm befunden haben. Ab Mitte der 1930er Jahre wurde der Bergbau einige Jahre noch sporadisch weitergeführt, bis er 1948 völlig zum Erliegen kam. Eine zeitweilig erwogene Wiederaufnahme scheiterte an Wirtschaftlichkeitserwägungen. Heute wird dort Bernstein nur noch in kleinen Mengen in Privatinitiative gewonnen.
Einen kleinen Überblick über die Bernsteinförderung liefert das Bernsteinmuseum Colti, in dem auch große Stücke Rohbernstein und Bernsteinarbeiten aus der Region zu sehen sind.

## Botanischer Ursprung und organische Einschlüsse
Über die botanische Herkunft des Rumänits gehen die Auffassungen auseinander. Diskutiert werden Bäume der Gattungen Abies (Tannen) und Pinus (Kiefern), aber auch Zypressengewächse (Mammutbäume) und Vertreter aus der Familie Icacinaceae. An organischen Einschlüssen, die in nur geringer Zahl vorliegen, sind zum Teil gut erhaltene Spinnen, Skorpione, Schnabelkerfe und Käfer identifiziert worden.

## Sonstiges
Das größte bekannte Stück Rumänit mit einem Gewicht von mehr als drei Kilogramm wird im Mineralogischen Museum der Universität Bukarest aufbewahrt.
Bernstein von der russischen Insel Sachalin weist Eigenschaften auf, die mit denen des von Otto Helm untersuchten Rumänits aus Rumänien nahezu identisch sind. Aus diesem Grunde wird diese fernöstliche Bernsteinvariante ebenfalls von manchen Autoren als Rumänit bezeichnet.
S. S. Savkevich führte experimentell den Nachweis, dass unter bestimmten physikalischen Umweltbedingungen eine Umwandlung von Succinit zu Rumänit möglich ist. Hieraus wurde gefolgert, dass sich eine gemeinsame botanische Herkunft dieser beiden Bernsteinarten nicht ausschließen lässt.
Zur Zeit der systematischen Förderung des Rumänit in der Gegend von Conti wurde das fossile Harz in Rumänien und in Wien zu modischen Artikeln, vor allem zu Zigarettenspitzen verarbeitet.
Die mitunter in deutschsprachigen Schriften anzutreffende Bezeichnung Rumanit für dieses fossile Harz ist falsch. Rumanit ist ein deutsches Wort für Opal.